# Junge Piraten
Pour Parti pirate, voir Liste des partis pirates.
Les Junge Piraten ou JuPis (Jeunes Pirates) sont l'organisation de jeunesse du Parti pirate allemand. L'organisation a été fondée en Wiesbaden le 18 avril 2009, quand la première équipe de direction a été élue. Depuis ce temps-là l'équipe de direction est choisie chaque année par les membres présents à la réunion fédérale de membres. À la première réunion fédérale de membres en 2009 la construction de l'équipe de direction a été changée. Depuis ce temps-là cela a inclus sept membres de conseil, le leader et son député, le secrétaire général, le trésorier ainsi que trois conseillers.
Les associations de pays existent à Berlin, en Basse-Saxe, en Hesse et à la Rhénanie-du-Nord-Westphalie. L'admission au parti n'est pas nécessaire. Là aucun âge minimal n'existe pour une admission, mais un âge restrictif de 27 ans. Cette limite n'est pas valable pour des membres honoraires.